# Sinotrans
Sinotrans Limited («Синотранс») — одна из крупнейших логистических и транспортных компаний Китая (входит в число крупнейших публичных компаний страны), логистическое подразделение государственного конгломерата China Merchants Group. Штаб-квартира расположена в Пекине. Присутствует во всех провинциях КНР и в более чем 40 странах мира.

## История
Компания основана в ноябре 2002 года как China National Foreign Trade Transportation Group Corporation (Sinotrans), в феврале 2003 года её акции стали котироваться на Гонконгской фондовой бирже. В 2007 году на Гонконгскую биржу также вышла дочерняя судоходная компания Sinotrans Shipping Limited. В марте 2009 года в результате реорганизации и слияния Sinotrans и China Changjiang National Shipping Group Corporation (CSC) была образована компания Sinotrans & CSC Holdings.
В сентябре 2014 года Sinotrans & CSC и China Merchants Group создали совместное предприятие в сфере танкерных перевозок сырой нефти. В декабре 2015 года Госсовет КНР одобрил поглощение Sinotrans & CSC Holdings (включая компании Sinotrans Limited и Sinotrans Shipping) многопрофильным государственным конгломератом China Merchants Group. 
К апрелю 2017 года слияние активов в единый бренд Sinotrans было завершено. В январе 2019 года Sinotrans также вышла на Шанхайскую фондовую биржу. По состоянию на 2020 год Sinotrans являлась третьей по величине в мире компанией экспедиторских услуг и седьмым по величине в мире логистическим оператором. По состоянию на 2021 год Sinotrans являлась четвёртой по величине логистической компанией Китая, уступая лишь China COSCO Shipping, Xiamen Xiangyu Group и SF Holding, а Sinotrans Shipping входила в шестёрку крупнейших контейнерных судоходных компаний страны.

## Деятельность
Sinotrans работает в нескольких секторах логистики:
- Услуги экспедирования, агентирования, фрахтования и чартера
- Управление цепями поставок
  - Товары повседневного спроса для розничных сетей
  - Скоропортящиеся и замороженные продукты питания для розничных сетей
  - Лекарства и медицинское оборудование для аптек и больниц
  - Электронные комплектующие для предприятий
  - Автомобильные комплектующие для предприятий
  - Промышленное оборудование и комплектующие для предприятий
  - Химические товары для предприятий
  - Таможенное оформление импорта и экспорта
  - Финансовые услуги (расчёты с клиентами, страхование грузов)
  - Распространение рекламной продукции
  - Маркировка товаров и отслеживание по штрих-кодам
- Управление портами
  - Отслеживание и доставка контейнеров
- Управление складами и терминалами
  - Управление складскими запасами
- Экспресс-доставка бандеролей и посылок
- Морские и речные перевозки (контейнеровозы, сухогрузы, газовые и нефтяные танкеры, суда-рефрижераторы, речные баржи)
- Авиационные перевозки
- Автомобильные перевозки
- Железнодорожные перевозки
- Электронная коммерция
  - Логистическая B2B платформа Y2T
  - Платформа бронирования контейнеров Sinotrans Booking
  - Платформа консолидации логистических услуг Sinotrans E-LCL
- Логистика для выставок, конференций, спортивных мероприятий и концертов
- Лизинг логистического оборудования

По итогам 2021 года агентские услуги составили 69,1 % от общей выручки Sinotrans, логистические услуги — 19,4 %, электронная коммерция — 11,5 %. 

### Логистические хабы

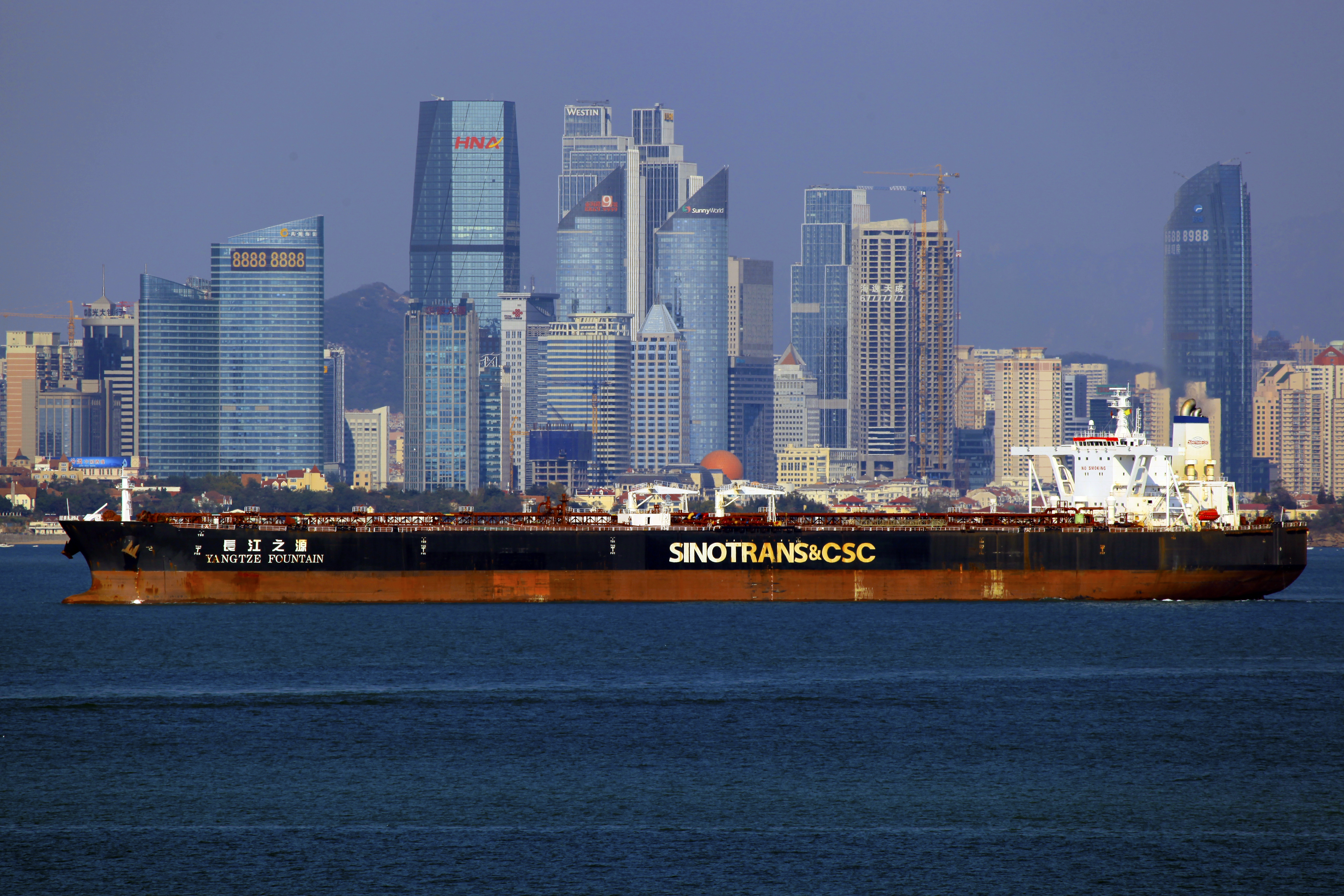
Судно Sinotrans в Циндао

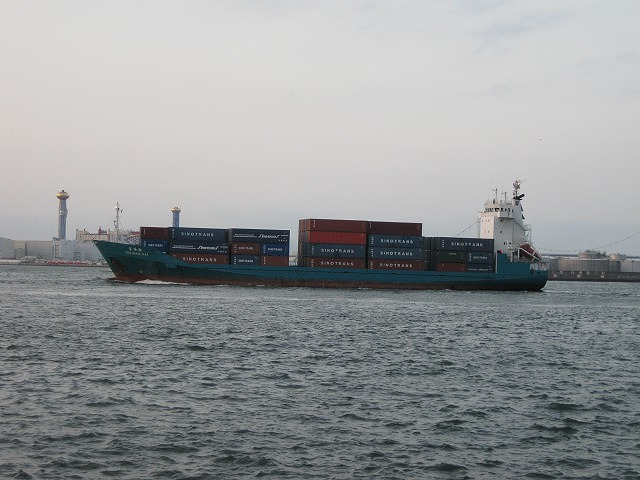
Судно с контейнерами Sinotrans

Основные операции по морской перевалке грузов сконцентрированы в портах городов Далянь, Тяньцзинь, Циндао, Шанхай, Нинбо, Сямынь, Шэньчжэнь и Гуанчжоу, а по воздушной перевалке грузов — в аэропортах городов Пекин, Шанхай, Гуанчжоу, Чэнду и Гонконг. Кроме того, Sinotrans имеет несколько собственных контейнерных терминалов на внутренних водных путях в Гуандуне и Гуанси (порт Учжоу), а также сеть контейнерных станций в прибрежных и внутренних районах Китая общей площадью свыше 2 млн м².
Sinotrans тесно сотрудничает с родственной компанией China Merchants Port в портах Наньша (Гуанчжоу), Синтан (Гуанчжоу), Хуанпу (Гуанчжоу), Шэкоу (Шэньчжэнь), Цзюцзян (Фошань), Саньшуй (Фошань) и Шилун (Дунгуань), а также в портах городов Чжуншань и Цзянмынь.
В сфере железнодорожных перевозок Sinotrans (включая China Railway Express) специализируется на маршрутах Китай — Западная Европа, АСЕАН — Китай — Западная Европа, Япония / Южная Корея — Европа, Китай — Лаос — Таиланд, Китай — Вьетнам и Китай — Монголия. 
Китайские железнодорожные хабы компании расположены в Шэньяне, Тяньцзине, Циндао, Ляньюньгане, Наньчане, Гуанчжоу, Шэньчжэне, Дунгуане, Наньнине, Циньчжоу, Чунцине, Дэяне, Чанше, Пиндиншане, Эрэн-Хото, Сиане и Ланьчжоу, а европейские хабы — в Подмосковье (Белый Раст), Минске (Великий Камень) и Дуйсбурге. По итогам 2020 года компания Sinotrans совершила 1580 грузовых железнодорожных отправлений, осуществив перевозку 157 тыс. TEU товаров.

## Дочерние компании
В состав группы Sinotrans входит несколько десятков дочерних и аффилированных структур:
- China Marine Shipping Agency
- China Railway Express (CR Express)
- Sinotrans Logistics
- Sinotrans Logistics Investment Holding
- Sinotrans Chemical International Logistics
- Sinotrans Cold Chain Logistics
- Sinotrans Land Bridge Transportation
- Sinotrans Shipping
- Sinotrans Innovation and Technology
- Sinotrans Global E-commerce Logistic
- China Merchants Logistics
- Cyantron Logistics Technology
- Y2T Technology Company

### Региональные группы
- Sinotrans Northeast China
- Sinotrans North China
- Sinotrans Central China
- Sinotrans South China
  - Sinotrans Guangxi
  - Sinotrans Chongqing
- Sinotrans Eastern China
  - Sinotrans Jinan International Logistics

### Зарубежные активы
- Sinotrans Overseas Development
- SE Logistics Holding
- Wide Shine Development
- Sinotrans Korea Shipping
- Sinotrans Japan
- Sinotrans-PLG Laos
- Sinotrans Euroasian Silkway 
  - China — Belarus Commerce and Logistics Corporation

## Акционеры
Контрольный пакет акций Sinotrans Limited принадлежит государственной China Merchants Group, среди других акционеров — 
SASAC (8,99 %), LSV Asset Management (8,03 %), Fidelity International (7,69 %) и Nordea (4,54 %).